# Julia Klöckner
Julia Klöckner (Bad Kreuznach, 16 de dezembro de 1972) é uma política alemã da União Democrata-Cristã (CDU). Filha de um enólogo e conhecida como uma rainha do vinho alemão em 1995. Entre 2002-2011 foi membro do Bundestag, o parlamento da Alemanha. 
Julia estudou ciência política, teologia e pedagogia na Universidade de Mainz e começou sua carreira defendendo os interesses dos produtores em sua região. Ela começou a trabalhar dois anos mais tarde como professora de religião em uma escola primária em Wiesbaden, completou seus estudos em 1998, obtendo o diploma de Estado de professora do ensino médio, com especialização em teologia e educação cívica, e uma maestria. Em 1999, como estagiário na rádio pública Südwestrundfunk, tornou-se um freelancer logo depois. Ela trabalhou lá até 2001, ao ser contratado pela revista Weinwelt, ao cargo de editor desde 2000. Em 2001, ela foi nomeado editor da revista Sommelier Magazin. Ela desistiu de suas atividades profissionais em 2009.
A partir de 2009 até fevereiro de 2011, Klöckner foi Secretário de Estado Parlamentar do Ministério da Nutrição, Agricultura e Defesa do Consumidor da Alemanha. Desde 25 de setembro de 2010, é a presidente da CDU Renânia-Palatinado e desde março de 2011, ela tem sido líder da CDU no parlamento regional da Renânia-Palatinado. Desde 15 de novembro de 2010, ela pertence como membro ao Conselho federal da CDU e foi eleito em 4 de Dezembro de 2012 como um dos vice-presidentes do partido.